# 壽公祠
24°29′27″N 120°41′03″E / 24.490826°N 120.684104°E
壽公祠，是位於臺灣苗栗縣通霄鎮通霄國小前的忠烈祠，祭祀林爽文事件被殺的壽同春與陣亡的清軍、義民。

## 沿革
林爽文事件時，1787年，淡水廳官員壽同春率領義民駐守烏牛欄，在三十張犁遇伏被擒，肢解而死。道光六年（1826年），水師提督許松年在其殉難處（今通霄國小前，近通霄溪。）建祠紀念。祠內奉有三神位，中間奉祀壽同春，右為隨征陣亡的義民，左為隨征陣亡的軍士。正廳懸掛壽公祠碑文。1968年再度修建。
1988年7月，位在通霄鎮自強路與中正路交叉口的此祠，一對一百五十餘年歷史、高四十八公分的土塑被竊。神像由唐山師傅塑造，身著清朝衙門侍衛黑衣，右手持竹板，腰繫鐵鏈，頭戴紅色高頂帽，帽上寫著「大班皂」。

## 壽公祠記
| “ | 先生名同春，浙之諸暨人也。少入太學，磊落多奇計，薄遊閩粵間，年逾七十矣。與淡水周知程峻善，乾隆丙午，林爽文之亂，其黨王作攻淡水，十二月八日，程峻善率師渡中港，禦賊死之，塹城陷。越十餘日，先生陰結義勇，收復塹城，捕斬王作，驅除群盜，綏輯流民。至於丁未之秋，淡水南北盡平矣。是時林賊赴彰化，凶焰方熾，先生矢志殲巨魁敉從軍，聞賊十月十日進逼三十張犁，遇伏突擊，先生馬蹶被擒，脅降不屈，賊支解之，事聞天子嘉嘆，贈知縣並官其子聰。嗚呼先生不階尺寸之柄，乃能於倉皇擾亂中，為國敵愾，為友復讎，為百姓除大患，其猷豈不壯哉。齒既暮矣，馬革裹尸，卒遂其志，又何烈也！土人又言，吞霄澗中，為公死節之所，每著靈異，傳聞雖異辭，而忠臣烈士之精魂不泯沒于天壤也明矣。歲於道光丙戌，余幹辦公事，往來彰淡，景行行止、迺刱祠以祀，並記其大略，俾好義者有所觀感而興起焉，是亦先生之志也夫。 道光丙戌年 觀東許松年謹書 | ” |

## 旗山亭義渡碑
傳說，清朝道光年間（1821年到1850年）通霄溪可航行船隻，壽公祠廟前商旅聚集，士紳發起設義渡碼頭，置有茶亭供船伕、商旅、柴夫、渡溪等人休息喝茶。多年後，日治時期昭和七年（1932年）地方人士立有旗山亭義渡碑。後來，通霄鎮道卡斯文史工作室的陳水木在壽山祠後方的腳踏車行內，發現牆垣鑲有長年被柴火燻黑的義渡碑。